# Macrodasys remanei
Macrodasys remanei är en djurart som tillhör fylumet bukhårsdjur, och som beskrevs av Boaden 1963. Macrodasys remanei ingår i släktet Macrodasys och familjen Macrodasyidae. Inga underarter finns listade i Catalogue of Life.